# Англо-шотландский кубок
Англо-шотландский кубок (англ. Anglo-Scottish Cup) — футбольный турнир, в котором принимали участие футбольные клубы из Англии и Шотландии. Турнир был образован в 1975 году и пришёл на смену Кубку Тексако, получив такой же формат, но уже без участия ирландских клубов. Всего состоялось шесть розыгрышей турнира, в пяти из них победу одержали английские клубы. Последний турнир, который прошёл в 1981 году, выиграл «Честерфилд».

## История
Организаторы турнира пытались создать у него статус высококлассного турнира. Так, в сезоне 1976/77 «Ньюкасл Юнайтед» был исключен из розыгрыша за то, что выставил резервную команду на первый четвертьфинальный матч Англо-шотландского кубка против «Эр Юнайтед». Но со временем в турнире стали участвовать клубы только из нижних дивизионов Футбольной лиги Англии. В 1981 году шотландские клубы вышли из турнира, и он был расформирован. Английские клубы продолжили участие в турнире под названием Групповой кубок Футбольной лиги, который просуществовал два сезона.
Неудачу турнира связывают с низким интересом зрителей, проявившимся в плохой посещаемости матчей. Брайан Клаф, однако, считал победу «Ноттингем Форест» в Англо-шотландском кубке сезона 1976/77 своим «самым важным трофеем» на посту главного тренера «Форест» (хотя позднее он выиграл с клубом и чемпионат, и два Кубка европейских чемпионов).

## Формат
Турнир сохранил формат своего предшественника, Кубка Тексако сезона 1974/75.
Шестнадцать английских клубов были распределены на четыре группы по четыре команды в каждой. Каждая команда играла в группе с каждым соперником по одному разу, за победу назначалось 2 очка, за ничью — 1 очко; если команда забивала три и более гола в одном матче, ей присуждалось дополнительное очко. Победители групп выходили в четвертьфинал.
Восемь шотландских клубов вступали в борьбу со стадии плей-офф. В ней  четыре пары клубов из Шотландии играли между собой два матча, победители по сумме двух матчей выходили в четвертьфинал, где встречались с победителями группового этапа из Англии. В четвертьфинале клубы из Англии играли против клубов из Шотландии, все противостояния в этой и последующих стадиях (включая финал) были двухматчевыми.
В первые сезоны около половины английских клубов представляло Первый дивизион Футбольной лиги (из числа команд, не квалифицировавшихся в еврокубки), но затем в нём принимали участие только команды из Второго, Третьего и Четвёртого дивизионов.

## Список финалов
| Сезон   | Победитель       | Итоговый счёт | Финалист      |
| ------- | ---------------- | ------------- | ------------- |
| 1975/76 | Мидлсбро         | 1:0           | Фулхэм        |
| 1976/77 | Ноттингем Форест | 5:1           | Ориент        |
| 1977/78 | Бристоль Сити    | 3:2           | Сент-Миррен   |
| 1978/79 | Бернли           | 4:2           | Олдем Атлетик |
| 1979/80 | Сент-Миррен      | 5:1           | Бристоль Сити |
| 1980/81 | Честерфилд       | 2:1           | Ноттс Каунти  |

1. ↑  Финалы состояли из двух матчей, указан итоговый счёт по сумме двух матчей.

«Сент-Миррен» стал единственным шотландским клубом, выигравшим турнир. Произошло это в сезоне 1979/80, когда шотландская команда обыграла «Бристоль Сити» на «Аштон Гейт» со счётом 2:0, а в ответном матче на «Сент-Миррен Парк» обыграла соперника со счётом 3:1.

## Участники

### 1975/76
Блэкберн Роверс, Блэкпул, Бристоль Сити, Карлайл Юнайтед, Челси, Фулхэм, Халл Сити, Лестер Сити, Манчестер Сити, Мансфилд Таун, Мидлсбро, Ньюкасл Юнайтед, Норвич Сити, Шеффилд Юнайтед, Сандерленд, Вест Бромвич Альбион

 Абердин, Эр Юнайтед, Данди, Фалкирк, Харт оф Мидлотиан, Мотеруэлл, Куин оф зе Саут, Сент-Джонстон

### 1976/77
Блэкберн Роверс, Блэкпул, Болтон Уондерерс, Бристоль Сити, Бернли, Челси, Фулхэм, Халл Сити, Мидлсбро, Ньюкасл Юнайтед, Норвич Сити, Ноттингем Форест, Ноттс Каунти, Ориент, Шеффилд Юнайтед, Вест Бромвич Альбион

 Абердин, Эр Юнайтед, Клайдбанк, Данди Юнайтед, Килмарнок, Мотеруэлл, Партик Тисл, Рэйт Роверс

### 1977/78
Бирмингем Сити, Блэкберн Роверс, Блэкпул, Болтон Уондерерс, Бристоль Сити, Бристоль Роверс, Бернли, Челси, Фулхэм, Халл Сити, Ориент, Норвич Сити, Ноттс Каунти, Олдем Атлетик, Плимут Аргайл, Шеффилд Юнайтед

 Аллоа Атлетик, Эр Юнайтед, Клайдбанк, Хиберниан, Мотеруэлл, Партик Тисл, Стерлинг Альбион, Сент-Миррен

### 1978/79
Блэкберн Роверс, Блэкпул, Болтон Уондерерс, Бристоль Сити, Бристоль Роверс, Бернли, Кардифф Сити, Фулхэм, Ориент, Мансфилд Таун, Норвич Сити, Ноттс Каунти, Олдем Атлетик, Престон Норт Энд, Шеффилд Юнайтед, Сандерленд

 Селтик, Клайд, Харт оф Мидлотиан, Мортон, Мотеруэлл, Партик Тисл, Рэйт Роверс, Сент-Миррен

### 1979/80
Бирмингем Сити, Блэкберн Роверс, Блэкпул, Болтон Уондерерс, Бристоль Сити, Бернли, Бери, Кембридж Юнайтед, Фулхэм, Мансфилд Таун, Ноттс Каунти, Олдем Атлетик, Плимут Аргайл, Престон Норт Энд, Шеффилд Юнайтед, Сандерленд

 Бервик Рейнджерс, Данди, Данфермлин Атлетик, Хиберниан, Килмарнок, Мортон, Партик Тисл, Сент-Миррен

### 1980/81
Блэкберн Роверс, Блэкпул, Болтон Уондерерс, Бристоль Сити, Бернли, Бери, Карлайл Юнайтед, Честерфилд, Фулхэм, Гримсби Таун, Халл Сити, Ориент, Ноттс Каунти, Олдем Атлетик, Престон Норт Энд, Шрусбери Таун

 Эйрдрионианс, Ист Стерлингшир, Фалкирк, Харт оф Мидлотиан, Килмарнок, Мортон, Партик Тисл, Рейнджерс